# Ernst Svedelius (försäkringsman)
Ernst Theodor Svedelius, född 9 september 1883 i Stockholm, död där 2 januari 1960, var en svensk försäkringsman.
Ernst Svedelius var son till ingenjören Ernst Adolf Nilson och systerdotters son till Axel Svedelius. Han avlade mogenhetsexamen i Stockholm 1901, blev 1908 löjtnant i Positionsartilleriregementets reserv. 1910–1913 bedrev han studier vid Stockholms högskola och vid utländska försäkringsbolag. Han var avdelningschef i Liförsäkringsbolaget Trygg 1904–1917, var därpå 1919–1929 verksam i Österrike, Tyskland och Frankrike med återförsäkringsaffärer och var samtidigt 1923–1929 VD i det av honom och en assuransfirma grundade Erste Allgemeine Sparversicherungs Bank, Saarbrücken (senare Terre, Versicherungs A/G). han bosatte sig 1929 i Brasilien, där han samma år medverkade vid organiserandet av Sul America Capitalizaçao S/A i Rio de Janeiro, och grundade med i huvudsak svenska intressenter 1931 Prudencia Capitalizaçao S/A, Sao Paulo, vars VD han var till 1937, då aktiemajoriteten övergått i brasilianska händer. Den för Sydamerika nya sparförsäkringsverksamhet dessa bolag bedrev, innebar även månatliga utlottningar av kapital, och medförde en stark stimulans för sparande i länder, där systematiskt sparande dittills varit ett okänt begrepp. Bolagen blev en förebild för flera liknande företag i Sydamerikas alla stater. Svedelius återvände 1938 till Sverige och var VD i Utlandsvenskarnas förening 1940–1946. Svedelius var huvudredaktör och ansvarig utgivare av Assurans, Svensk försäkringstidning 1913–1919 och skrev uppsatser i försäkringsfrågor i utländsk fackpress.